# 1980 en astronautique
Chronologie de l'astronautique
- 1976
- 1977
- 1978
- 1979
- 1980
- 1981
- 1982
- 1983
- 1984

Cette page présente une chronologie des événements qui se sont produits pendant l'année 1980 dans le domaine de l'astronautique.

## Programmes spatiaux nationaux
- Création  en janvier 1980 par le Groupement des Industries Françaises Aéronautiques et Spatiales (GIFAS) de l'Institut Aéronautique et Spatial (IAS), basé à Toulouse. C'est l'agence de formation continue à l'international de la filière industrielle aéronautique et spatiale française.

## Activité spatiale détaillée

### Chronologie

#### Janvier
| Date            | Lanceur              | Base de lancement | Type                   | Charge utile             | Notes                                      |
| 9 janvier 1980  | Soyouz-U             | Baïkonour         | Orbite basse           | Zenit-6                  | Satellite de reconnaissance                |
| 11 janvier 1980 | Molnia M             | Baïkonour         | Orbite de Molnia       | Molniya-1                | Satellite de télécommunications            |
| 14 janvier 1980 | Cosmos-3M            | Baïkonour         | Orbite basse           | Parus                    | Satellite de navigation militaire          |
| 18 janvier 1980 | Atlas SLV-3D Centaur | Cape Canaveral    | Orbite géostationnaire | FLTSATCOM F3             | Satellite de télécommunications militaires |
| 23 janvier 1980 | Tsiklon-3            | Baïkonour         | Orbite polaire         | Okean-E NKh No. 2        | Satellite d'observation de la Terre        |
| 24 janvier 1980 | Soyouz-U             | Baïkonour         | Orbite basse           | Iantar-2K Feniks No. 928 | Satellite de reconnaissance                |
| 25 janvier 1980 | Cosmos-3M            | Baïkonour         | Orbite basse           | Parus                    | Satellite de navigation militaire          |
| 30 janvier 1980 | Vostok 8A92M         | Baïkonour         | Orbite basse           | Tselina-D                | Satellite d'écoute électronique            |

#### Février
| Date            | Lanceur     | Base de lancement | Type                   | Charge utile          | Notes                                       |
| 7 février 1980  | Soyouz-U    | Baïkonour         | Orbite basse           | Zenit-6               | Satellite de reconnaissance                 |
| 7 février 1980  | Titan IIID  | Vandenberg        | Orbite polaire         | KH-11 KENNAN          | Satellite de reconnaissance optique         |
| 9 février 1980  | Atlas F/SVS | Vandenberg        | Orbite moyenne         | GPS 5                 | Satellite de navigation                     |
| 11 février 1980 | Cosmos-3M   | Baïkonour         | Orbite basse           | Strela-1M x 8         | Satellites de télécommunications            |
| 12 février 1980 | Molnia M    | Baïkonour         | Orbite de Molnia       | Oko                   | Satellite d'alerte précoce Échec            |
| 14 février 1980 | Delta 3910  | Cape Canaveral    | Orbite basse           | Solar Maximum Mission | Étude des éruptions solaires                |
| 17 février 1980 | Mu-3S       | Uchinoura         | Orbite basse           | Tansei-4              | Satellite technologique                     |
| 20 février 1980 | Proton-K/DM | Baïkonour         | Orbite géostationnaire | Raduga Gran           | Satellite de télécommunications militaires  |
| 21 février 1980 | Soyouz-U    | Baïkonour         | Orbite basse           | Zenit-4MKM            | Satellite de reconnaissance                 |
| 22 février 1980 | N-1         | Tanegashima       | Orbite géostationnaire | Ayame-2               | Satellite de télécomunications expérimental |

#### Mars
| Date         | Lanceur     | Base de lancement | Type         | Charge utile      | Notes                                  |
| 3 mars 1980  | Atlas F/MSD | Vandenberg        | Orbite basse | NOSS Parcae x 3 3 | Satellite d'écoute électronique navale |
| 4 mars 1980  | Soyouz-U    | Baïkonour         | Orbite basse | Zenit-6           | Satellite de reconnaissance            |
| 14 mars 1980 | Tsiklon-2   | Baïkonour         | Orbite basse | US-P              | Satellite de reconnaissance océanique  |
| 17 mars 1980 | Cosmos-3M   | Baïkonour         | Orbite basse | Tsikada           | Satellite de navigation                |
| 27 mars 1980 | Cosmos-3M   | Baïkonour         | Orbite basse | Vektor            | Calibration radar                      |
| 27 mars 1980 | Soyouz-U    | Baïkonour         | Orbite basse | Progress 8        | Ravitaillement station spatiale        |

#### Avril
| Date           | Lanceur     | Base de lancement | Type             | Charge utile      | Notes                                 |
| 1er avril 1980 | Soyouz-U    | Baïkonour         | Orbite basse     | Zenit-4MKM        | Satellite de reconnaissance           |
| 3 avril 1980   | Cosmos-3M   | Baïkonour         | Orbite basse     | DS-P1-M Lira      | Cible système anti-satellite          |
| 9 avril 1980   | Soyouz-U    | Baïkonour         | Orbite basse     | Soyouz 35         | Relève équipage station spatiale      |
| 12 avril 1980  | Molnia M    | Baïkonour         | Orbite de Molnia | Oko               | Satellite d'alerte précoce            |
| 17 avril 1980  | Soyouz-U    | Baïkonour         | Orbite basse     | Zenit-4MKM        | Satellite de reconnaissance           |
| 18 avril 1980  | Tsiklon-2   | Baïkonour         | Orbite basse     | IS-A              | Satellite anti satellite              |
| 18 avril 1980  | Molnia M    | Baïkonour         | Orbite de Molnia | Molniya-3 No. 26  | Satellite de télécommunications Échec |
| 26 avril 1980  | Atlas F/SVS | Vandenberg        | Orbite moyenne   | GPS 6             | Satellite de navigation               |
| 27 avril 1980  | Soyouz-U    | Baïkonour         | Orbite basse     | Progress 9        | Ravitaillement station spatiale       |
| 29 avril 1980  | Tsiklon-2   | Baïkonour         | Orbite basse     | US-A              | Satellite de reconnaissance radar     |
| 29 avril 1980  | Soyouz-U    | Baïkonour         | Orbite basse     | Iantar'-4K1 No. 2 | Satellite de reconnaissance optique   |

#### Mai
| Date        | Lanceur   | Base de lancement | Type                  | Charge utile    | Notes                               |
| 7 mai 1980  | Soyouz-U  | Baïkonour         | Orbite basse          | Zenit-6         | Satellite de reconnaissance         |
| 14 mai 1980 | Cosmos-3M | Baïkonour         | Orbite basse          | Taifun-1B       | Calibration radar                   |
| 15 mai 1980 | Soyouz-U  | Baïkonour         | Orbite basse          | Zenit-4MT Orion | Satellite de reconnaissance optique |
| 20 mai 1980 | Cosmos-3M | Baïkonour         | Orbite basse          | Parus           | Satellite de navigation militaire   |
| 23 mai 1980 | Soyouz-U  | Baïkonour         | Orbite basse          | Zenit-4MKT Fram | Satellite de reconnaissance optique |
| 23 mai 1980 | Ariane 1  | Kourou            | Orbite haute          | AMSAT P3 A      | Radio amateurs ; Échec              |
| 26 mai 1980 | Soyouz-U  | Baïkonour         | Orbite basse          | Soyouz 36       | Relève équipage station spatiale    |
| 28 mai 1980 | Soyouz-U  | Baïkonour         | Orbite basse          | Zenit-6         | Satellite de reconnaissance         |
| 29 mai 1980 | Atlas F   | Vandenberg        | Orbite héliosynchrone | NOAA B          | Satellite météorologique            |

#### Juin
| Date         | Lanceur      | Base de lancement | Type                   | Charge utile           | Notes                               |
| 4 juin 1980  | Vostok 8A92M | Baïkonour         | Orbite basse           | Tselina-D              | Satellite d'écoute électronique     |
| 5 juin 1980  | Soyouz-U     | Baïkonour         | Orbite basse           | Soyouz T-2             | Relève équipage station spatiale    |
| 6 juin 1980  | Soyouz-U     | Baïkonour         | Orbite héliosynchrone  | Resurs-F1 17F41 No. 12 | Observation de la Terre             |
| 6 juin 1980  | Cosmos-3M    | Baïkonour         | Orbite basse           | Taifun                 | Calibration radar                   |
| 12 juin 1980 | Soyouz-U     | Baïkonour         | Orbite basse           | Zenit-6                | Satellite de reconnaissance         |
| 14 juin 1980 | Proton-K/DM  | Baïkonour         | Orbite géostationnaire | Gorizont No. 15L       | Satellite de télécommunications     |
| 14 juin 1980 | Molnia M     | Baïkonour         | Orbite de Molnia       | Oko                    | Satellite d'alerte précoce          |
| 18 juin 1980 | Vostok 8A92M | Baïkonour         | Orbite héliosynchrone  | Meteor-Priroda         | Satellite météorologique            |
| 18 juin 1980 | Titan IIID   | Vandenberg        | Orbite basse           | KH-9 SV-16             | Satellite de reconnaissance optique |
| 21 juin 1980 | Molnia M     | Baïkonour         | Orbite de Molnia       | Molniya-1              | Satellite de télécommunications     |
| 26 juin 1980 | Soyouz-U     | Baïkonour         | Orbite basse           | Zenit-6                | Satellite de reconnaissance         |
| 29 juin 1980 | Soyouz-U     | Baïkonour         | Orbite basse           | Progress 10            | Ravitaillement station spatiale     |

#### Juillet
| Date             | Lanceur     | Base de lancement | Type                   | Charge utile           | Notes                                                   |
| 1er juillet 1980 | Cosmos-3M   | Baïkonour         | Orbite basse           | Strela-2M              | Satellite de télécommunications                         |
| 2 juillet 1980   | Molnia M    | Baïkonour         | Orbite de Molnia       | Oko                    | Satellite d'alerte précoce                              |
| 9 juillet 1980   | Cosmos-3M   | Baïkonour         | Orbite basse           | Strela-1M x 8          | Satellites de télécommunications                        |
| 9 juillet 1980   | Soyouz-U    | Baïkonour         | Orbite basse           | Zenit-6                | Satellite de reconnaissance                             |
| 14 juillet 1980  | Proton-K/DM | Baïkonour         | Orbite géostationnaire | Ekran No. 19L          | Satellite de télécommunications                         |
| 15 juillet 1980  | Thor DSV-2U | Vandenberg        | Orbite héliosynchrone  | DMSP F-5 (16538)       | Satellite météorologique militaire ; Échec du lancement |
| 15 juillet 1980  | Soyouz-U    | Baïkonour         | Orbite basse           | Zenit-4MKT Fram        | Satellite de reconnaissance optique                     |
| 18 juillet 1980  | SLV-3       | Satish Dhawan     | Orbite basse           | Rohini                 | Satellite évaluation du lanceur                         |
| 18 juillet 1980  | Molnia M    | Baïkonour         | Orbite de Molnia       | Molniya-3              | Satellite de télécommunications                         |
| 23 juillet 1980  | Soyouz-U    | Baïkonour         | Orbite basse           | Soyouz 37              | Relève équipage station spatiale                        |
| 24 juillet 1980  | Soyouz-U    | Baïkonour         | Orbite basse           | Zenit-6                | Satellite de reconnaissance                             |
| 31 juillet 1980  | Soyouz-U    | Baïkonour         | Orbite héliosynchrone  | Resurs-F1 17F41 No. 13 | Observation de la Terre                                 |
| 31 juillet 1980  | Cosmos-3M   | Kapoustine Iar    | Orbite basse           | Taifun                 | Calibration radar                                       |

#### Août
| Date         | Lanceur      | Base de lancement | Type         | Charge utile             | Notes                               |
| 12 août 1980 | Soyouz-U     | Baïkonour         | Orbite basse | Zenit-6                  | Satellite de reconnaissance         |
| 15 août 1980 | Vostok 8A92M | Baïkonour         | Orbite basse | Tselina-D                | Satellite d'écoute électronique     |
| 22 août 1980 | Soyouz-U     | Baïkonour         | Orbite basse | Zenit-4MKT Fram          | Satellite de reconnaissance optique |
| 26 août 1980 | Soyouz-U     | Baïkonour         | Orbite basse | Iantar-2K Feniks No. 927 | Satellite de reconnaissance         |

#### Septembre
| Date              | Lanceur      | Base de lancement | Type                   | Charge utile           | Notes                               |
| 3 septembre 1980  | Soyouz-U     | Baïkonour         | Orbite héliosynchrone  | Resurs-F1 17F41 No. 14 | Observation de la Terre             |
| 9 septembre 1980  | Vostok 8A92M | Baïkonour         | Orbite héliosynchrone  | Meteor-2               | Satellite météorologique            |
| 9 septembre 1980  | Delta 3914   | Cape Canaveral    | Orbite géostationnaire | GOES D                 | Satellite météorologique            |
| 18 septembre 1980 | Soyouz-U     | Baïkonour         | Orbite basse           | Soyouz 38              | Relève équipage station spatiale    |
| 19 septembre 1980 | Soyouz-U     | Baïkonour         | Orbite basse           | Zenit-6                | Satellite de reconnaissance         |
| 23 septembre 1980 | Soyouz-U     | Baïkonour         | Orbite basse           | Zenit-4MT Orion        | Satellite de reconnaissance optique |
| 26 septembre 1980 | Soyouz-U     | Baïkonour         | Orbite basse           | Zenit-4MKT Fram        | Satellite de reconnaissance optique |
| 28 septembre 1980 | Soyouz-U     | Baïkonour         | Orbite basse           | Progress 11            | Ravitaillement station spatiale     |

#### Octobre
| Date            | Lanceur              | Base de lancement | Type                   | Charge utile      | Notes                                      |
| 3 octobre 1980  | Soyouz-U             | Baïkonour         | Orbite basse           | Zenit-6           | Satellite de reconnaissance                |
| 5 octobre 1980  | Proton-K/DM          | Baïkonour         | Orbite géostationnaire | Raduga Gran       | Satellite de télécommunications militaires |
| 10 octobre 1980 | Soyouz-U             | Baïkonour         | Orbite basse           | Zenit-4MKM        | Satellite de reconnaissance                |
| 14 octobre 1980 | Cosmos-3M            | Baïkonour         | Orbite basse           | Tselina-OM        | Satellite d'écoute électronique            |
| 16 octobre 1980 | Soyouz-U             | Baïkonour         | Orbite basse           | Zenit-6           | Satellite de reconnaissance                |
| 24 octobre 1980 | Molnia M             | Baïkonour         | Orbite de Molnia       | Oko               | Satellite d'alerte précoce                 |
| 30 octobre 1980 | Soyouz-U             | Baïkonour         | Orbite basse           | Iantar'-4K1 No. 3 | Satellite de reconnaissance optique        |
| 31 octobre 1980 | Atlas SLV-3D Centaur | Cape Canaveral    | Orbite géostationnaire | FLTSATCOM F4      | Satellite de télécommunications militaires |
| 31 octobre 1980 | Soyouz-U             | Baïkonour         | Orbite basse           | Zenit-6           | Satellite de reconnaissance                |

#### Novembre
| Date             | Lanceur        | Base de lancement | Type                   | Charge utile | Notes                                 |
| 4 novembre 1980  | Tsiklon-2      | Baïkonour         | Orbite basse           | US-P         | Satellite de reconnaissance océanique |
| 12 novembre 1980 | Soyouz-U       | Baïkonour         | Orbite basse           | Zenit-6      | Satellite de reconnaissance           |
| 15 novembre 1980 | Delta 3910/PAM | Cape Canaveral    | Orbite géostationnaire | SBS 1        | Satellite de télécommunications       |
| 16 novembre 1980 | Molnia M       | Baïkonour         | Orbite de Molnia       | Molniya-1    | Satellite de télécommunications       |
| 21 novembre 1980 | Vostok 8A92M   | Baïkonour         | Orbite basse           | Tselina-D    | Satellite d'écoute électronique       |
| 27 novembre 1980 | Soyouz-U       | Baïkonour         | Orbite basse           | Soyouz T-3   | Relève équipage station spatiale      |
| 27 novembre 1980 | Molnia M       | Baïkonour         | Orbite de Molnia       | Oko          | Satellite d'alerte précoce            |

#### Décembre
| Date              | Lanceur              | Base de lancement | Type                   | Charge utile             | Notes                                        |
| 1er décembre 1980 | Soyouz-U             | Baïkonour         | Orbite basse           | Zenit-6                  | Satellite de reconnaissance                  |
| 5 décembre 1980   | Cosmos-3M            | Baïkonour         | Orbite basse           | Parus                    | Satellite de navigation militaire            |
| 6 décembre 1980   | Atlas SLV-3D Centaur | Cape Canaveral    | Orbite géostationnaire | Intelsat 502             | Satellite de télécommunications              |
| 9 décembre 1980   | Atlas E/MSD          | Vandenberg        | Orbite basse           | NOSS Parcae x 3 4        | Satellite d'écoute électronique navale Échec |
| 10 décembre 1980  | Cosmos-3M            | Baïkonour         | Orbite basse           | Tsikada                  | Satellite de navigation                      |
| 13 décembre 1980  | Titan 34B            | Vandenberg        | Orbite de Molnia       | QUASAR 4                 | Satellite de télécommunications militaires   |
| 16 décembre 1980  | Soyouz-U             | Baïkonour         | Orbite basse           | Zenit-6                  | Satellite de reconnaissance                  |
| 23 décembre 1980  | Cosmos-3M            | Baïkonour         | Orbite basse           | Strela-1M x 8            | Satellites de télécommunications             |
| 25 décembre 1980  | Molnia M             | Baïkonour         | Orbite haute           | Prognoz-8                | Étude de la magnétosphère                    |
| 26 décembre 1980  | Proton-K/DM          | Baïkonour         | Orbite géostationnaire | Ekran No. 20L            | Satellite de télécommunications              |
| 26 décembre 1980  | Soyouz-U             | Baïkonour         | Orbite basse           | Iantar-2K Feniks No. 941 | Satellite de reconnaissance                  |

## Vol orbitaux

### Par pays
| Pays             | Lancements | dont échecs partiels/totaux | Remarques |
| ---------------- | ---------- | --------------------------- | --------- |
| Europe           | 1          | 1                           |           |
| Inde             | 1          |                             |           |
| Japon            | 2          |                             |           |
| Union soviétique | 89         | 2                           |           |
| États-Unis       | 15         | 2                           |           |
| Total            | 108        | 5                           |           |

### Par lanceur
| Famille de lanceurs  | Pays             | Lancements | dont échecs partiels ou totaux | Remarques |
| -------------------- | ---------------- | ---------- | ------------------------------ | --------- |
| Ariane 1             | Europe           | 1          | 1                              |           |
| Atlas Centaur        | États-Unis       | 3          |                                |           |
| Atlas D/E/F          | États-Unis       | 5          | 1                              |           |
| Cosmos 1/3/3M        | Union soviétique | 16         |                                |           |
| Delta                | États-Unis       | 3          |                                |           |
| Molnia               | Union soviétique | 12         | 2                              |           |
| Mu                   | Japon            | 1          |                                |           |
| N-1/N-2              | Japon            | 1          |                                |           |
| Proton               | Union soviétique | 5          |                                |           |
| SLV                  | Inde             | 1          |                                |           |
| Soyouz               | Union soviétique | 45         |                                |           |
| Thor                 | États-Unis       | 1          | 1                              |           |
| Titan C,D,E          | États-Unis       | 2          |                                |           |
| Titan II, IIIA, IIIB | États-Unis       | 1          |                                |           |
| Tsiklon-2            | Union soviétique | 4          |                                |           |
| Tsiklon-3            | Union soviétique | 1          |                                |           |
| Vostok               | Union soviétique | 6          |                                |           |
| Total                |                  | 108        | 5                              |           |

### Par type d'orbite
| Orbite                 | Lancements | Succès | Échecs | Orbite atteinte involontairement | Remarques                                                                             |
| ---------------------- | ---------- | ------ | ------ | -------------------------------- | ------------------------------------------------------------------------------------- |
| Basse                  |            |        |        |                                  |                                                                                       |
| Moyenne                |            |        |        |                                  |                                                                                       |
| Haute                  |            |        |        |                                  | dont Molnia, orbite de transfert vers la Lune, orbite elliptique à forte excentricité |
| Géosynchrone/transfert |            |        |        |                                  |                                                                                       |
| Héliocentrique         |            |        |        |                                  | dont orbite de transfert interplanétaire                                              |

### Par site de lancement
| Pays             | Base de lancement | Nombre de lancements | Remarques |
| ---------------- | ----------------- | -------------------- | --------- |
| Europe           | Kourou            | 1                    |           |
| Inde             | Satish Dhawan     | 1                    |           |
| Japon            | Uchinoura         | 1                    |           |
| Japon            | Tanegashima       | 1                    |           |
| Union soviétique | Baïkonour         | 88                   |           |
| Union soviétique | Kapoustine Iar    | 1                    |           |
| États-Unis       | Cape Canaveral    | 6                    |           |
| États-Unis       | Vandenberg        | 9                    |           |
|                  | Total             | 108                  |           |

## Survols et contacts planétaires
| Date | Sonde spatiale | Événement | Remarque |
| ---- | -------------- | --------- | -------- |
|      |                |           |          |

### Sources
- (en) Jonathan McDowell, « Jonathan's Space Report », Jonathan's Space Page
- (en) Gunter Krebs, « Chronology of Space Launches », Gunter's Space Page